# Sierra del Perdón
El Perdón, también conocido como Erreniega es una sierra y un monte situado en la Comunidad Foral de Navarra (España) que tiene una altitud de 1039 m. Está situado 10 km al sur de la capital de la comunidad Pamplona entre los ríos Arga, el Robo y el Elorza y entre los términos municipales de Legarda, Belascoain, Echarri, Cizur y Galar.

## Topónimo
El topónimo tradicional ha sido el de Reniega o Erreniega. Como se encontraba en el Camino de Santiago, existió una Basílica-hospital que durante los siglos XV y XVI se denominaba Santa María de Erreniega. El título de Perdón, evocador de gracias jubilares parece antiguo. El camino que subía desde Astráin era denominado "Perdonanza bidea" (camino hacia el Perdón en euskera) en el siglo XVI, y posteriormente "Perdona bidea". La basílica y el hospital desaparecieron durante el siglo XIX y para entonces el nombre se había extendido a una parte de la sierra. Como otros topónimos en Navarra, el hagiónimo a partir del siglo XIX ha ido sustituyendo al topónimo tradicional.

## Geografía
Esta sierra corresponde geológicamente a la frontera norte de la depresión del Ebro, aunque frecuentemente se incluye entre las sierras exteriores de la montaña o Prepirineo. Está constituida por sedimentos continentales detríticos oligo-miocénicos, a diferencia de las del Prepirineo que están constituidas por sedimentos marinos del cretácico superior o del eoceno. Están presentes los conglomerados.
Junto con las sierras de Urbasa, Andía, Alaiz, Izco y Leyre forman una frontera geomorfológica y climática entre la Navarra atlántica y alpina de la zona más mediterránea.

## Aerogeneradores
La principal característica del monte son los aerogeneradores que desde 1994 se han ido implantado poco a poco llegando a ser alrededor de 40 en 2008. Los molinos del Perdón forman el que fue el primer parque eólico de Navarra, iniciando una trayectoria que ha llevado a España a ser pionera en el mundo en la producción de energía renovable. Cuenta con 40 máquinas de 40 metros de altura, 50 toneladas y palas de 20 metros.

## Camino de Santiago
Desde Zizur Mayor y pasando por Zariquiegui el Camino de Santiago atraviese la sierra del Perdón en su camino hacia la localidad de Puente la Reina. El punto más alto de su paso se encuentra a 770 m s. n. m. de altitud. Tras construirse el parque eólico del Perdón, la empresa EHN (encargada de los molinos) y la asociación de amigos del Camino de Santiago promovieron la construcción en 1996 de un monumento al peregrino. También se construyó en ese momento una peana en honor a la virgen del Perdón con los restos de la antigua ermita, que ha llevado a que varios pueblos de la zona realicen una romería el 30 de agosto a este lugar. La escultura es obra de Vicente Galbete, está realizada en chapa, y representa una comitiva de peregrinos de distintas épocas que se cruzan con la línea de molinos de viento. El texto que acompaña a la obra dice “Donde se cruza el camino del viento con el de las estrellas.”